# Parasite Cone
Der Parasite Cone (englisch für Parasitenkegel) ist ein 2340 m hoher Vulkankegel im ostantarktischen Viktorialand. Er ist, wie durch seinen Namen zum Ausdruck kommt, ein sogenannter parasitischer Nebenkrater des Mount Overlord und ragt in der Mountaineer Range in einer Entfernung von 10,5 km zum Gipfel des Mount Overlord an dessen Nordwestflanke auf.
Die Nordgruppe einer von 1962 bis 1963 durchgeführten Kampagne im Rahmen der New Zealand Geological Survey Antarctic Expedition verlieh ihm seinen deskriptiven Namen.